# Ngeriungs
Ngeriungs (Engels: Ngeriungs Islet) is een klein onbewoond eiland in het zuidoosten van het atol Kayangel, dat op zijn beurt deel uitmaakt van de gelijknamige staat in het uiterste noorden van de Micronesische eilandrepubliek Palau. Het dicht beboste eiland is met een oppervlakte van een kleine 34 hectare het op een na grootste van het atol na Kayangel, dat tevens het enige bewoonde eiland is. Ngeriungs ligt tussen Kayangel in het noordoosten en Ngerebelas in het zuidwesten.
Bij laagwater is het feitelijk mogelijk zich vanop Kayangel al wadend naar Ngeriungs en verder naar Ngerebelas en het nog kleinere Orak te begeven. Ngeriungs is echter privé-eigendom.

## Natuur
Ngeriungs is een van de acht Important Bird Areas (IBA) in Palau. Op het eiland leven enkele bedreigde vogelsoorten, waaronder de grootste kolonie Marianenboshoenders (Megapodius laperouse) van het land (60 à 70 exemplaren in de jaren 2003-2010).
De zwarte rat (Rattus rattus) en bruine rat (Rattus norvegicus) komen beide op het eiland voor, en worden door de autoriteiten bestreden omdat ze een bedreiging voor het ecosysteem vormen. Hetzelfde geldt voor een aantal verwilderde katten.
Kayangel · Ngerebelas · Ngeriungs · Orak